# Jan Dam
Jan Christian Dam (ur. 7 września 1968 w Thorshavn na wyspie Streymoy) – piłkarz pochodzący z Wysp Owczych, grający na pozycji obrońcy.

## Kariera klubowa
Dam pochodzi ze stolicy Wysp Owczych, miasta Thorshavn. Tu też zaczynał karierę piłkarską w drużynie HB Tórshavn. 27 kwietnia 1986 zadebiutował w barwach HB w 1. deild w przegranym 0:1 domowym meczu z KÍ Klaksvík. Zagrał wtedy w 9 meczach ligowych. Pierwszy sukces w HB Dam odniósł w 1987 roku, gdy ze swoim klubem wywalczył Puchar Wysp Owczych. W lidze popisał się skutecznością zdobywając 6 bramek (najwięcej w karierze w jednym sezonie). W [988 roku natomiast został pierwszy raz w karierze mistrzem Wysp Owczych (dodatkowo zdobył także kolejny puchar, a rok później kolejny). Sukces ten powtórzył z HB w 1990 roku. W HB Dam grał do roku 1995 i do tego czasu jeszcze dwukrotnie zdobywał kolejne wyspiarskie puchary, ale ani razu drużynie z Thorshavn nie udało się zdobyć mistrzostwa. Następnie odszedł do duńskiego Ølstykke FC, gdzie grał rok.
W 1996 roku Dam grał w drużynie KÍ Klaksvík, z którą został wicemistrzem Wysp Owczych. Po roku wrócił jednak do stolicy i przez kolejne 3 lata znów grał w zespole HB. W 1998 roku dobrą grą w obronie przyczynił się do wywalczenia przez ten klub dubletu. W 2000 roku został piłkarzem B68 Toftir. Z kolei w latach 2002-2004 ponownie grał w HB, w którym zakończył karierę.

## Kariera reprezentacyjna
W reprezentacji Wysp Owczych Jan Dam zadebiutował w 1990 roku. W kadrze grał do 2000 roku i przez te 10 lat zagrał w niej w 39 meczach i zdobył 1 bramkę.

## Sukcesy
- Mistrzostwo Wysp Owczych: 1988, 1990, 1998, 2002, 2003, 2004, 2006 z HB
- Puchar Wysp Owczych:1987, 1988, 1989, 1992, 1995, 1998 z HB
- 39 meczów, 1 gol w reprezentacji Wysp Owczych